# Hans Gailling
Hans Gailling (* 5. Dezember 1928 in München) ist ein deutscher Filmarchitekt, Szenenbildner und Kostümbildner.

## Leben und Wirken
Gailling hatte die Akademie der Bildenden Künste seiner Heimatstadt München besucht und sich an der Technischen Hochschule fortbilden lassen. Seine berufliche Laufbahn begann er 1960.
Seit Ende desselben Jahrzehnts arbeitete er vor allem mit den führenden Vertretern des jungen deutschen Films zusammen, darunter Hans-Jürgen Syberberg, Peter Lilienthal, Hans W. Geißendörfer, George Moorse, Gabi Kubach, Klaus Emmerich, Volker Schlöndorff und das Regie-Duo Alf Brustellin und Bernhard Sinkel. Seine Fernsehaktivitäten führten ihn mehrfach mit Helmut Dietl zusammen, für den er die Dekorationen zu den 80er-Jahre-Serienerfolgen Monaco Franze – Der ewige Stenz und Kir Royal schuf. Daneben betreute Gailling als Ausstatter auch Unterhaltungsshows wie die Prix Jeunesse Endausscheidung 1978. Außerdem gestaltete er künstlerisch auch mehrere Fernsehsprachkurse (Les Gammas, Ciao amici, Avanti avanti).
Gailling, der für seine Leistung für Der Mädchenkrieg 1977 mit dem Filmband in Gold ausgezeichnet wurde, ist mit der Kostümbildnerin Barbara Gailling (* 1931) verheiratet.

## Filmografie
als Szenenbildner beim Fernsehen, wenn nicht anders angegeben
- 1968: Der Fall Lena Christ (auch Kostüme) (UA: 1970)
- 1969: Jonathan (Kino)
- 1970: Ein Mensch, … (auch Grafiken)
- 1970: Lenz (Kino)
- 1971: Carlos
- 1971: Tom und Hucks Ballonfahrt
- 1972: Marie
- 1972: Pan (Kino)
- 1974: Die letzten Tage von Gomorrha
- 1974: Die Eltern
- 1974: Georginas Gründe
- 1975: Herbstzeitlosen (auch Kostüme)
- 1975: Der Brandner Kaspar und das ewig’ Leben
- 1975: Sternsteinhof (Kino)
- 1976: Lobster (Krimiserie)
- 1976: Der Mädchenkrieg (Kino)
- 1976: Hauptmann Kreutzer
- 1977: Hitler, ein Film aus Deutschland (Kino)
- 1977: Die seltsamen Abenteuer des Herman van Veen (Serie)
- 1978: Eine seltsame Bescherung
- 1978: David (Kino)
- 1979: Lena Rais (Kino)
- 1979: Der kostbare Gast (HFF-Film)
- 1980: Die Undankbare
- 1981: Céleste (Kino)
- 1981: Die Rumplhanni
- 1982/83: Monaco Franze – Der ewige Stenz (Serie)
- 1984: Liebe läßt alle Blumen blühen
- 1985/86: Kir Royal (Serie)
- 1987: Der Unsichtbare (Kino)
- 1987: Zur Freiheit (Serie)
- 1988: Die Nacht des Marders (Kino)
- 1990: Das zweite Leben
- 1990: Der Bierkönig
- 1990–94: Ein Haus in der Toscana (Serie)
- 1994: Peter und Paul (Serie)
- 1998: Nighthawks (Kurzfilm)